# Tỉnh mộng (phim truyền hình)
Tỉnh mộng (tên tiếng Anh: Disenchantment) là một bộ phim hoạt hình giả tưởng dành cho người lớn của Mỹ do Matt Groening sáng tạo cho Netflix. Loạt phim này là sản phẩm đầu tiên của Groening xuất hiện độc quyền trên một dịch vụ phát trực tuyến; trước đây ông đã tạo ra The Simpsons và Futurama cho Fox Broadcasting Company. Lấy bối cảnh ở vương quốc mộng tưởng thời trung cổ của Dreamland, bộ phim kể về câu chuyện của Bean, một công chúa nổi loạn và nghiện rượu, người bạn đồng hành yêu tinh ngây thơ Elfo và "con quỷ cá nhân" Luci hủy diệt của cô. Disenchantment có sự tham gia lồng tiếng của Abbi Jacobson, Eric Andre, Nat Faxon, John DiMaggio, Tress MacNeille, Matt Berry, David Herman, Maurice LaMarche, Lucy Montgomery và Billy West.
Mười tập đầu tiên được phát hành vào ngày 17 tháng 8 năm 2018 và mười tập tiếp theo được phát hành vào ngày 20 tháng 9 năm 2019. Vào tháng 10 năm 2018, Netflix đã làm mới bộ phim thêm 20 tập. Mười đầu tiên trong số này được phát hành vào ngày 15 tháng 1 năm 2021.

## Lồng tiếng
- Abbi Jacobson lồng tiếng vai Bean, một công chúa tuổi teen đến từ Dreamland[1]. Tên đầy đủ của cô là Công chúa Tiabeanie Mariabeanie de la Rochambeau Grunkwitz[2]. Cô ấy thích uống rượu. Cô ấy có thể là người song tính hoặc lưỡng tính.
- Eric Andre lồng tiếng vai Luci, con quỷ riêng của Bean[1].
  - lồng tiếng vai Pendergast, người đứng đầu các hiệp sĩ của Vua Zøg[1].
- Nat Faxon lồng tiếng vai Elfo, một yêu tinh 18 tuổi đến từ Elfwood. Anh ấy lạc quan và thích ăn kẹo.
- John DiMaggio lồng tiếng vai Vua Zøg, cha của Bean và là người cai trị Dreamland[1] của Hoàng gia Grunkwitz.
- Tress MacNeille lồng tiếng vai Nữ hoàng Oona, người vợ thứ hai và là người vợ cũ của Vua Zøg và mẹ kế của Bean. Cô là một sinh vật lưỡng cư từ Dankmire, người đã kết hôn vào gia đình như một phần của liên minh giữa các vương quốc[1].
  - lồng tiếng vai Bonnie Prince Derek, con trai lai của Zøg và Oona, đồng thời là anh trai cùng cha khác mẹ của Bean[1].
- Matt Berry lồng tiếng vai Hoàng tử Merkimer, đến từ vương quốc Bentwood, người được sắp xếp để kết hôn với Bean, nhưng bị biến thành lợn[1].
- Maurice LaMarche lồng tiếng vai Odval, thủ tướng ba mắt của Dreamland[1].
- Sharon Horgan lồng tiếng vai Nữ hoàng Dagmar, mẹ của Bean và là vợ đầu tiên của Vua Zøg.

## Tập phim
| Phần | Phần | Mùa | Số tập | Số tập | Phát hành gốc       | Phát hành gốc       |
| ---- | ---- | --- | ------ | ------ | ------------------- | ------------------- |
|      | 1    | 1   | 10     | 10     | 17 tháng 8 năm 2018 | 17 tháng 8 năm 2018 |
|      | 2    | 1   | 10     | 10     | 20 tháng 9 năm 2019 | 20 tháng 9 năm 2019 |
|      | 3    | 2   | 10     | 10     | 15 tháng 1 năm 2021 | 15 tháng 1 năm 2021 |
|      | 4    | 2   | 10     | 10     | TBA                 | TBA                 |

### Phần 1 (2018)
| TT. tổng thể | No. in part | Tiêu đề                                           | Đạo diễn          | Biên kịch                      | Ngày phát sóng gốc  |
| --- | ----------- | ------------------------------------------------- | ----------------- | ------------------------------ | ------------------- |
| 1 | 1           | "Công chúa, yêu tinh và ác quỷ bước vào quán bar" | Dwayne Carey-Hill | Matt Groening & Josh Weinstein | 17 tháng 8 năm 2018 |
| Công chúa Tiabeanie "Bean" là công chúa của Dreamland, không hạnh phúc khi kết hôn với Hoàng tử Guysbert, con trai của vị vua loạn luân và nữ hoàng của Bentwood. Nhìn qua những món quà cưới của mình, Bean tìm thấy một con quỷ tên Luci, người được gửi bởi hai pháp sư bóng tối với hy vọng biến Bean thành ác quỷ. Luci cuối cùng trở thành một kẻ gây rối vui vẻ, người thông cảm với tình trạng khó khăn của Bean khi cô cảm thấy rằng cuộc hôn nhân chỉ đơn giản là một sự nắm lấy quyền lực hơn của cha cô, Vua Zøg. Trong khi đó, Elfo, một yêu tinh lạc quan, vỡ mộng với cuộc sống hạnh phúc làm kẹo của mình, khiến vương quốc yêu tinh khiến người dân của anh ta phải suy nghĩ nhiều. Elfo đến đúng lúc chứng kiến Bean từ chối Guysbert, người không may đâm mình vào một thanh kiếm. Bean, Elfo và Luci trốn thoát trong khi Hoàng tử Merkimer, người tiếp theo xếp hàng để kết hôn với Bean, và người của anh đuổi theo cô. Nhóm được hướng dẫn bởi một nàng tiên đến Wishmaster, người hóa ra là Washmaster, và bị bao vây vô vọng, họ rơi ngược ra khỏi một vách đá. |             |                                                   |                   |                                |                     |
| 2 | 2           | "Vì ai mà lợn kêu"                                | Frank Marino      | David X. Cohen                 | 17 tháng 8 năm 2018 |
| Bean, Elfo và Luci được "giải cứu" bởi Merkimer, người đưa họ trở lại Dreamland. Elfo được đưa vào bởi Sorcerio, người muốn sử dụng máu của mình để tạo ra nhiều ma thuật hơn và vì vậy Zøg có thể có được tiên dược của cuộc sống. Theo gợi ý của Luci, Bean tiếp cận Merkimer với ý tưởng có một bữa tiệc độc thân trước khi kết hôn. Cô cũng phát hiện ra kế hoạch của Zøg và Sorcerio để rút elfo máu của anh ta để họ sử dụng máu lợn để đánh lừa họ. Tại bữa tiệc độc thân, toàn bộ phi hành đoàn đi đến hòn đảo nàng tiên cá với hy vọng merkimer sẽ bị giết bởi các nàng tiên cá. Thay vào đó, anh ta bị bắt bởi những con hải mã cứu họ khỏi borcs giết người, mặc dù họ hóa ra là bozaks đồng minh. Bean cuối cùng mất hy vọng; tuy nhiên, một Merkimer khát nước phát hiện ra "máu yêu tinh" chủ yếu là máu lợn và Elfo thuyết phục anh ta uống nó biến anh ta thành một con lợn. Bean, chán ngấy, tố cáo cuộc hôn nhân và Zøg cuối cùng cũng đồng ý với con gái mình. Điều này làm vua Bentwood khó chịu và ông và Zøg giải quyết mọi thứ trong một trận đấu tay đôi với Bean, Elfo và Luci vui vẻ xem. |             |                                                   |                   |                                |                     |
| 3 | 3           | "Công chúa bóng tối"                              | Wes Archer        | Rich Fulcher                   | 17 tháng 8 năm 2018 |
| Trong khi dưới ảnh hưởng của rễ rắn của Nữ hoàng Oona, Bean, Elfo và Luci đã gặp phải một băng đảng trộm cắp nhận thức về giới tính, những người thuyết phục Bean tham gia cùng họ. Theo sự thúc giục của Luci, Bean đột nhập vào nơi an nghỉ của tổ tiên cô và đánh cắp đồ có giá trị của họ, nhưng những tên trộm phản bội họ và họ bị bắt. Theo gợi ý của Odval, tể tướng của Zøg, họ quyết định thuê một nhà trừ tà tên là Big Jo để loại bỏ một con quỷ khỏi Bean, không biết rằng Luci, người mà mọi người nghĩ là một con mèo, là ác quỷ cá nhân của Bean. Big Jo cố gắng phong ấn Luci và rời đi. Trong khi Bean cảm thấy trong sạch và bình an với chính mình, Elfo thuyết phục cô rằng họ cần phải đưa Luci trở lại và biết rằng anh ta, cùng với một số con quỷ khác sẽ bị đẩy vào một ngọn núi lửa. Bean và Elfo quay trở lại với những tên trộm bằng cách lấy những vật có giá trị của họ và tìm cách tiếp cận Big Jo, người mà cuối cùng họ đã tháo dỡ và đẩy vào núi lửa. Khi họ giải thoát thành công Luci, Elfo vô tình khiến chiếc xe ngựa của Big Jo lăn xuống ngọn núi rơi xuống và giải phóng tất cả những con quỷ khác vào thế giới. |             |                                                   |                   |                                |                     |
| 4 | 4           | "Thảm sát bữa tiệc lâu đài"                       | David D. Au       | Jeff Rowe                      | 17 tháng 8 năm 2018 |
| Do địa vị là một công chúa, cũng như danh tiếng của cô, Bean thất vọng vì thực tế là cô không thể có mối quan hệ thực sự với bất kỳ ai. Zøg cuối cùng uống nước đài phun nước bị nhiễm độc và được Oona đưa đến spa của người dân nơi một nhân viên tên Chazzzzz bắt đầu tra tấn Zøg bằng những câu chuyện của mình. Trong khi đó, cư dân tại lâu đài tổ chức một bữa tiệc. Trong khi Bean tìm cách sử dụng điều này để kết nối với ai đó, Elfo muốn tận dụng cơ hội để nói những cảm xúc thực sự của mình với cô. Bữa tiệc đột nhiên bị người Viking tràn ngập, nơi thủ lĩnh của họ, Sven, cuối cùng bắt kịp sự quan tâm của Bean, khiến Elfo tức giận. Khi Bean và Sven chuẩn bị ra ngoài, Elfo ngắt lời họ và vô tình tiết lộ rằng Bean là công chúa. Sven sau đó tiết lộ ý định thực sự của mình để tiếp quản Dreamland và có bean cai trị bên cạnh. Bộ ba lừa Sven uống đài phun nước bị đầu độc và loại bỏ anh ta và những người viking của anh ta. Họ quản lý để dọn dẹp bữa tiệc kịp thời để Zøg đến, nhưng anh ta tìm thấy các bộ phận cơ thể bị cắt đứt trong ống khói khiến anh ta tức giận. Bean, Elfo và Luci bình tĩnh ngắm bình minh. |             |                                                   |                   |                                |                     |
| 5 | 5           | "Nhanh hơn, Công chúa! Giết! Giết!"               | Ira Sherak        | Reid Harrison                  | 17 tháng 8 năm 2018 |
| Sau bữa tiệc, Zøg gửi Bean đến một tu viện để trở thành một nữ tu. Cô ngay lập tức bị đuổi ra ngoài và Zøg xúc phạm cô vì là một "điều tốt cho không có gì". Cô gặp người giúp việc Bunty, chồng Stan và nhiều đứa con của họ. Để kiếm sống, Bean quyết định nhận một công việc học việc cho Stan, một kẻ hành quyết và tra tấn. Elfo ở lại với Bunty, người đã sinh ra anh ta rất nhiều đến nỗi anh ta chạy trốn vào rừng. Bean gặp một phù thủy tên là Gwen, người mà cô thông cảm. Khi đến lúc xử tử cô, Bean không thể tự mình làm điều đó và rời khỏi vương quốc. Cô và Luci tìm thấy dấu chân của Elfo khi anh chạy vào rừng và đi theo họ, nơi họ thấy anh đã vào một ngôi nhà kẹo hiện thuộc sở hữu của hansel và Gretel ăn thịt đồng loại. Bean và Luci đến kịp lúc để giải cứu Elfo và Bean cuối cùng đã giết chết anh chị em bằng một chiếc rìu kẹo, mặc dù để tự vệ. Gwen đột nhiên được chữa khỏi một lời nguyền và để lại sự tha thứ. Zøg nói với Bean rằng ông tự hào về cô, mặc dù cô đe dọa để giết ông nếu ông tiếp tục làm cho răng hươu của cô. |             |                                                   |                   |                                |                     |
| 6 | 6           | "Đầm lầy và hoàn cảnh"                            | Albert Calleros   | Eric Horsted                   | 17 tháng 8 năm 2018 |
| Bean một lần nữa lén lút với Elfo và Luci cho nhiều hơn debustitchery. Zøg cảm thấy rằng mình không cho Bean đủ để làm, quyết định để bà trở thành đại sứ trong khi gia đình đi đến Danankarre, quê hương của Oona và con trai của bà, Derek. Khi họ đến nơi, nhóm thanh toán với những phong tục của người Nanmirians, những người trong nhiều năm đã tham chiến với những người thuộc xứ Dreamlanders do một kênh đào đã được xây dựng (mà người Dankiranders buộc phải trả tiền). Cả hai bên khẳng định quyền sở hữu kênh đào và cuộc chiến đã chấm dứt khi Zøg lấy Oona. Ấn tượng với Bean điều khiển tình hình, Zøg yêu cầu cô cung cấp cho một bài phát biểu tại một bữa tiệc. Vượt qua với căng thẳng của suy nghĩ về những gì để nói, Luci spikes Bean's uống và cô xuất hiện say sưa trong các bữa tiệc, nơi cô làm nhục bản thân mình và gia đình của mình và xúc phạm các Danneans những người đuổi họ ra khỏi đất của họ. Oona đã về an toàn, nhưng Zøg và Derek đã bị những người ở trên đồi và Bean, Elfo, và Lusi cứu họ. Zøg cuối cùng cũng thừa nhận rằng ông tự hào về Bean và cho phép cô đến Hay Man, một sự kiện mà ban đầu ông không cho phép cô tham dự. |             |                                                   |                   |                                |                     |
| 7 | 7           | "Cơn thịnh nộ dịu dàng của tình yêu"              | Peter Avanzino    | Jeny Batten & M. Dickson       | 17 tháng 8 năm 2018 |
| Trong khi say rượu, Bean, Elfo, và Luci được chọn bởi các nhân viên tuần tra bệnh dịch ném chúng vào một cái hố. Khi họ sắp bị thiêu sống, Elfo cố gắng hôn Bean, nhưng cô ấy lại đánh lừa anh ta. Họ cố gắng thoát ra và Elfo khẳng định rằng anh ta không cố hôn cô ấy vì anh ta đã có bạn gái mà Elfo khẳng định là cao, có tóc đỏ và một mắt. Trio đi vào một ổ ma túy và trong một tình trạng say rượu, Bean khẳng định đã thấy bạn gái của Elfo. Cô ấy cử đội cận vệ hoàng gia đi tìm cô ấy và họ mang về một người đàn bà mà sau này họ sẽ học được tên là Tess. Tess buồn vì bị đưa đi khỏi nhà nhưng cô ấy đồng ý đi theo lời tán tỉnh của Elfo để cô ấy có thể nhận được con mắt thật sự từ anh ấy. Elfo dùng quả cầu pha lê và Tess đột nhiên có thể thấy sự thật trong tất cả mọi người. Điều này dẫn đến Elfo nói cho Bean sự thật và lửa khiến cho đám đông truy đuổi ba và Tess. Họ dùng cái hang ma túy để xua đám đông đó đi và Tess để lại Bean và Elfo cuối cùng đã hôn nhau, mặc dù trong một trạng thái say xỉn khác. |             |                                                   |                   |                                |                     |
| 8 | 8           | "Giới hạn của sự bất tử"                          | Brian Sheesley    | Patric Verrone                 | 17 tháng 8 năm 2018 |
| Trong một cuộc diễu hành, Elfo bị bắt cóc bởi một người và Bean tiếp cận Zøg với một sứ mệnh để tìm anh ta. Thật tình cờ, Phù thủy tìm thấy một cuốn sách ở Gwen đã đốt cháy nhà kẹo và nhận ra rằng bí mật về thuốc tiên của cuộc sống được gắn vào một lọ tên là Mặt dây Vĩnh Cửu và quyết định đi cùng Bean và Lusi trong sứ mệnh của họ. Họ gặp Gwen người dẫn họ đến chồng cũ Malfus đã lấy thuốc trường sinh nhưng đã trở thành một ẩn sỹ trong hang động. Ông ấy chỉ đạo nhóm đến "rìa của thế giới" nơi họ gặp một con gấu cái, với vẻ nam tính, người thông báo cho họ về lọ. Big Jo được cho là kẻ bắt cóc của Elfo khi hắn có thể tìm thấy lọ thuốc và sớm bắt cóc Bean và Luci là đòn bẩy. Họ tìm thấy thành phố Cremorrah bị lạc giữa sa mạc và cố gắng tìm thấy lọ trong khi Big Jo và trợ lý của ông ta Porky bị một hiệp sĩ phân tâm. Chỉ có ba người trốn thoát bằng cách chôn Big Jo trong thành phố vì nó đầy cát. Trong khi đó, các Mages gửi Luci, tên là Enchantress và Cloyd, chúc mừng Bean trong khi họ chuẩn bị cho sự sụp đổ của Dreamland. |             |                                                   |                   |                                |                     |
| 9 | 9           | "Để gia tinh của chính mình trở thành sự thật"    | Frank Marino      | Shion Takeuchi                 | 17 tháng 8 năm 2018 |
| Trio trở về từ cuộc phiêu lưu của họ với mặt dây chuyền và cố gắng sử dụng máu của Elfo để mang mọi người trở lại cuộc sống. Tuy nhiên, mặt dây chuyền vẫn không hoạt động. Một chuyên gia được đưa vào và tiết lộ rằng Elfo không phải là một gia-tinh thực sự, đang trêu chọc Zøg người đá anh ta ra khỏi Dreamland. Oval cho phép Bean và Luci đi tìm Elfo để hắn và các hiệp sĩ có thể theo. Bean và Luci tìm thấy Elfo người quyết định đưa chúng đến Elfwood nơi ông được đoàn tụ với người thân. Trong khi Bean và Luci trà trộn với các người tí hon, Elfo học được từ cha mình rằng ông là nửa gia-tinh, với nửa khác một bí ẩn do bị gián đoạn bởi sự đến của người của Zøg. Bean, Elfo, Luci và các tiên đấu với các hiệp sĩ và phong Elfwood đi trước khi các binh sĩ còn lại đến, nhưng chiến thắng là ngắn khi một mũi tên có sức mạnh xuyên qua Elfo. Zøg tiết lộ rằng ông không muốn thuốc trường sinh thần cho mình nhưng để hồi sinh mẹ của Bean, Dagmar, người được biến thành đá bởi một chất độc có nghĩa là cho ông nhưng đã được chuyển hoá bởi một Bean trẻ. Sau khi nhận được chút máu cam thật sự trên khăn tay của mình, cô ấy đang cố giúp đỡ một gia-tinh ở Elfwood, Bean thật sự chọn cách sử dụng mặt dây chuyền của Dagmar trên Elfo.                                            |             |                                                   |                   |                                |                     |
| 10 | 10          | "Thác Dreamland"                                  | Wes Archer        | Bill Oakley                    | 17 tháng 8 năm 2018 |
| Dagmar được giới thiệu lại với vương quốc như mọi người đều vui mừng, kể cả một Zøg đang ngất ngây. Oona lập tức không thích Dagmar và giành lại vị trí của mình. Cả vương quốc tổ chức tang lễ cho Elfo; tuy nhiên, Dagmar và Oona công bố một cuộc chiến, kết quả là cái xác của Elfo bị rơi xuống biển. Oona flees và thỏa thuận với Odval trong khi Zøg giữ cho Derek "an toàn" trong toà tháp. Dagmar đã cố gắng giành lấy Bean để cô ấy có một sứ mệnh hoàn thành. Zøg tiết lộ nhiều hơn về mình cho Luci, chẳng hạn như ông trở thành vua khi vị vua trước đó, anh trai Yøg bị đầu độc. Luci dùng quả cầu pha lê mà Tess đã quay lại để xem những chuyện đã xảy ra trong quá khứ. Người dân của vương quốc lần lượt tiến tới stone và Dagmar đưa Bean vào một thư viện bí mật trong khi Luci tiết lộ cho Zøg rằng Dagmar đã cố đầu độc ông ta từ nhiều năm trước. Dagmar thải ra nhiều thuốc độc hơn vào tất cả Xứ Dreamland, biến mọi người thành đá, trừ Zøg và Derek. Luci bị bắt bởi một nhân vật vô hình, chúng ta không biết người đó là ai (chỉ là ai đó từ đội của Dagmar), chỉ có điều đó không phải do chính Dagmar, bởi vì cùng lúc đó Dagmar với Bean trốn thoát trên thuyền với sinh vật. Trong một cảnh hậu danh sách, xác của Elfo bị rửa lên bờ và được truy xuất bởi những con số bí ẩn. |             |                                                   |                   |                                |                     |

### Phần (2019)
| TT. tổng thể | No. in part | Tiêu đề                        | Đạo diễn                 | Biên kịch                          | Ngày phát sóng gốc  |
| --- | ----------- | ------------------------------ | ------------------------ | ---------------------------------- | ------------------- |
| 11 | 1           | "The Disenchantress"           | Albert Calleros          | Shion Takeuchi                     | 20 tháng 9 năm 2019 |
| Zøg tự hỏi những gì còn lại của Dreamland. Oona lên thuyền của Dagmar để cảnh báo Bean, nhưng bị Dagmar vô hiệu. Cô ấy bị đuổi đi, nhưng đã nắm được mặt dây chuyền vĩnh cửu của Dagmar, và an nghỉ dưới đáy biển được buộc vào một chiếc neo. Bean và Dagmar đến Maru nơi Enchantress (Becky) và Cloyd đang ở. Họ thực sự là anh em ruột của Dagmar với Jerry, người hầu của họ, là em trai của họ. Dagmar nói với Bean rằng Zøg không muốn cô đến vì gia đình họ có tiền sử giết người và điên loạn; điều mà Bean tin rằng có thể đúng với cô ấy. Cô dần trở nên nghi ngờ Becky và Cloyd và với sự giúp đỡ của Jerry phát hiện ra một âm mưu thâm độc. Cô kinh hoàng khi phát hiện ra rằng Dagmar là người đã biến vương quốc thành đá và cô được sinh ra, chỉ để thực hiện một lời tiên tri về Satan. Bean tìm thấy Luci ở tầng hầm nơi Dagmar, Cloyd và Becky đuổi theo họ. Bean vô tình làm nổ tung tầng hầm khi cô và Luci trốn thoát. Sử dụng ngọn lửa do thám, họ phát hiện ra rằng Elfo đang ở trên Thiên đường và nói với anh ta rằng hãy xuống Địa ngục theo đúng nghĩa đen để họ có thể gặp anh ta. Luci mở một cầu thang dẫn đến Địa ngục và Dagmar đến để vật lộn với Bean trước khi cô bị đánh gục bởi Jerry, người từ từ chết vì chấn thương trước đó. Bean và Luci bắt đầu xuống dốc. |             |                                |                          |                                    |                     |
| 12 | 2           | "Stairway to Hell"             | Dwayne Carey-Hill        | David X. Cohen                     | 20 tháng 9 năm 2019 |
| 13 | 3           | "The Very Thing"               | Frank Marino             | Andrew Burrell                     | 20 tháng 9 năm 2019 |
| 14 | 4           | "The Lonely Heart Is a Hunter" | David D. Au              | Ben Ward                           | 20 tháng 9 năm 2019 |
| 15 | 5           | "Our Bodies, Our Elves"        | Wes Archer               | Adam Briggs                        | 20 tháng 9 năm 2019 |
| 16 | 6           | "The Dreamland Job"            | Ira Sherak               | Jeny Batten & M. Dickson           | 20 tháng 9 năm 2019 |
| 17 | 7           | "Love's Slimy Embrace"         | David D. Au & Ira Sherak | Eric Horsted                       | 20 tháng 9 năm 2019 |
| 18 | 8           | "In Her Own Write"             | Ira Sherak               | Bill Oakley                        | 20 tháng 9 năm 2019 |
| 19 | 9           | "The Electric Princess"        | Edmund Fong              | Jamie Angell                       | 20 tháng 9 năm 2019 |
| 20 | 10          | "Tiabeanie Falls"              | Peter Avanzino           | Patric M. Verrone & Josh Weinstein | 20 tháng 9 năm 2019 |

### Phần 3 (2021)
| TT. tổng thể | No. in part | Tiêu đề                       | Đạo diễn                            | Biên kịch                         | Ngày phát sóng gốc  |
| ------------ | ----------- | ----------------------------- | ----------------------------------- | --------------------------------- | ------------------- |
| 21           | 1           | "Subterranean Homesick Blues" | Brian Sheesley                      | Ken Keeler & Patric M. Verrone    | 15 tháng 1 năm 2021 |
| 22           | 2           | "You're the Bean"             | Edmund Fong                         | Jameel Saleem                     | 15 tháng 1 năm 2021 |
| 23           | 3           | "Beanie Get Your Gun"         | Ira Sherak                          | Liz Suggs                         | 15 tháng 1 năm 2021 |
| 24           | 4           | "Steamland Confidential"      | Crystal Chesney-Thompson & Ed Tadem | Bill Odenkirk                     | 15 tháng 1 năm 2021 |
| 25           | 5           | "Freak Out!"                  | Raymie Muzquiz                      | Josh Weinstein                    | 15 tháng 1 năm 2021 |
| 26           | 6           | "Last Splash"                 | Lauren MacMullan & Jeff Myers       | Deanna MacLellan & Michael Saikin | 15 tháng 1 năm 2021 |
| 27           | 7           | "Bad Moon Rising"             | Dwayne Carey-Hill                   | Liz Elverenli                     | 15 tháng 1 năm 2021 |
| 28           | 8           | "Hey, Pig Spender"            | Brian Sheesley                      | Abe Groening                      | 15 tháng 1 năm 2021 |
| 29           | 9           | "The Madness of King Zøg"     | Edmund Fong                         | Patric M. Verrone                 | 15 tháng 1 năm 2021 |
| 30           | 10          | "Bean Falls Down"             | Ira Sherak                          | Jameel Saleem                     | 15 tháng 1 năm 2021 |

### Phần 4
| TT. tổng thể | No. in part | Tiêu đề                       | Đạo diễn | Biên kịch     | Ngày phát sóng gốc |
| ------------ | ----------- | ----------------------------- | -------- | ------------- | ------------------ |
| 31           | 1           | "Love is Hell"                | TBA      | Bill Odenkirk | TBA                |
| 32           | 2           | TBA                           | TBA      | TBA           | TBA                |
| 33           | 3           | "The Cabinet of Dr. Chazzzzz" | TBA      | Liz Suggs     | TBA                |